# آرتور وورال
آرتور وورال (انگلیسی: Arthur Worrall؛ زادهٔ ۸ سپتامبر ۱۸۶۹) بازیکن فوتبال اهل بریتانیا است.
از باشگاه‌هایی که در آن بازی کرده‌است می‌توان به باشگاه فوتبال آرسنال، باشگاه فوتبال ولورهمپتون واندررز، باشگاه فوتبال لستر سیتی، باشگاه فوتبال نلسون، باشگاه فوتبال استوک‌پورت کانتی، باشگاه فوتبال کرو آلکساندرا، و باشگاه فوتبال بارنزلی اشاره کرد.